# Exposições de Humoristas e Modernistas
As Exposições dos Humoristas (ou Salões dos Humoristas) e as Exposições dos Modernistas realizaram-se em Lisboa e no Porto entre 1912 e 1926; foram marcos importantes na emergência do modernismo em Portugal. 
Em Portugal, a ultrapassagem da herança oitocentista foi um processo lento que decorreu nas primeiras décadas do século XX. A Exposição dos Livres, Salão Bobone, 1911, onde expuseram Manuel Bentes, Eduardo Viana, Emmerico Nunes, Alberto Cardoso (1881-1942), Francisco Smith, Domingos Rebelo e Francisco Álvares Cabral (1887-1947), é considerada a primeira manifestação, ainda tímida, desse desejo de modernização. Seguiu-se um conjunto mais ou menos heterogéneo de exposições, de Humoristas e/ou Modernistas, de onde devem ser destacadas as que tiveram lugar ainda na década de 1910 e que são, segundo José Augusto França, as historicamente mais importantes . Repare-se que embora todas estas mostras tivessem como traço comum o desejo de abertura a valores mais contemporâneos, a sua realização não obedeceu a qualquer programa definido, refletindo a "imprecisão de contornos que marcava a vida cultural portuguesa desses anos" 
Realizadas de algum modo como contraponto aos salões mais conservadores da Sociedade Nacional de Belas Artes, estas exposições deram visibilidade a um grande número de nomes, dos mais velhos e tradicionais aos jovens em busca de novas vias, diversas dos valores passadistas dominantes. Neste último grupo, de "principiantes da modernidade", expositores pontuais ou recorrentes nestes Salões, há que destacar Cristiano Cruz, Almada Negreiros, Lino António, Eduardo Viana, Jorge Barradas, Emmerico Nunes, Stuart Carvalhais, António Soares, Diogo de Macedo, Mily Possoz, Canto da Maia, Bernardo Marques, Armando Basto e José Pacheko. A importância do papel desempenhado posteriormente por cada um destes autores é desigual, mas deve ser sublinhada a sua participação neste momento de renovação do gosto e do pensamento artístico em Portugal. Por último, note-se a ausência neste grupo de duas figuras fundamentais da primeira geração de pintores modernistas portugueses: Souza-Cardoso e Santa-Rita .

## Cronologia

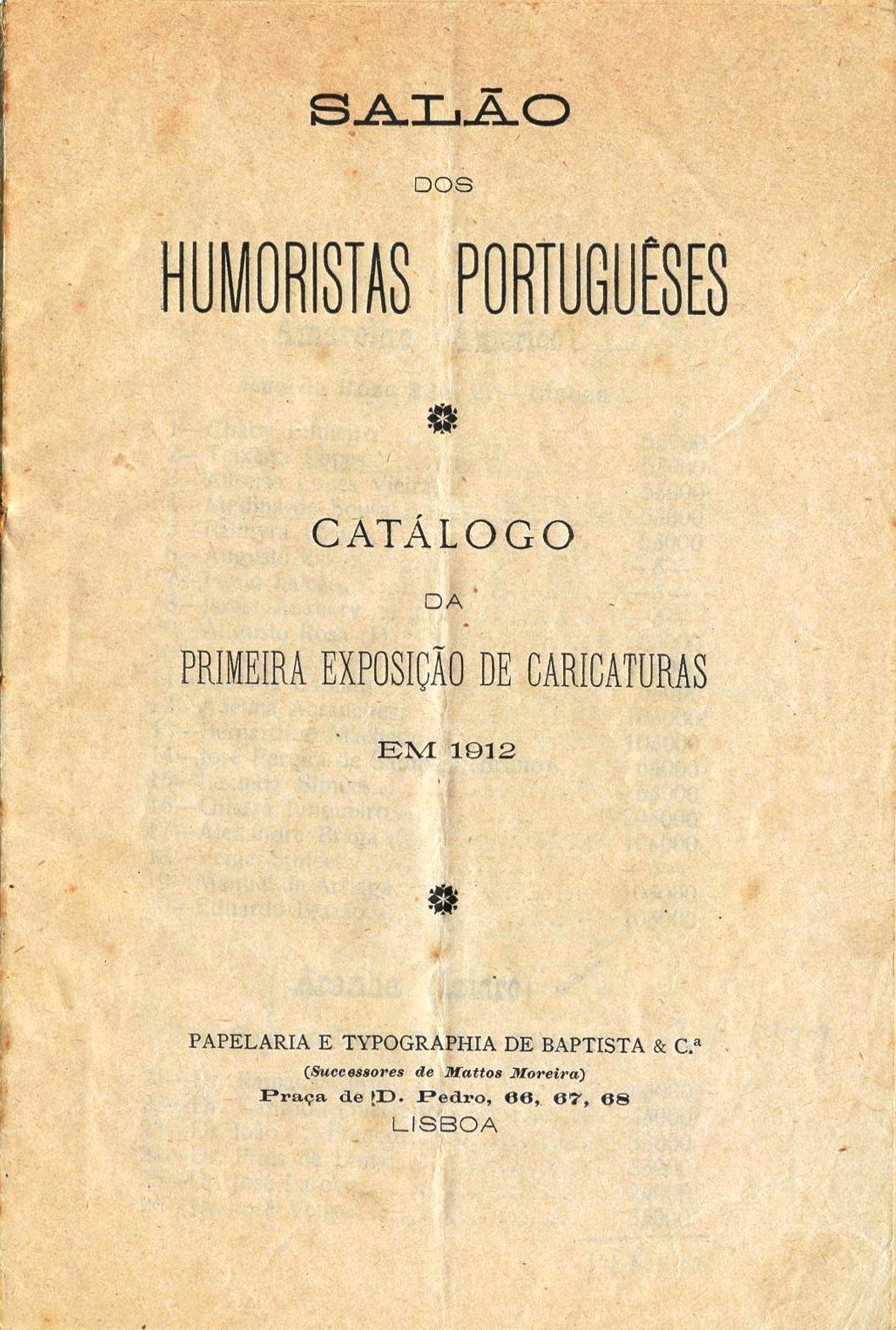
I Exposição dos Humoristas, 1912

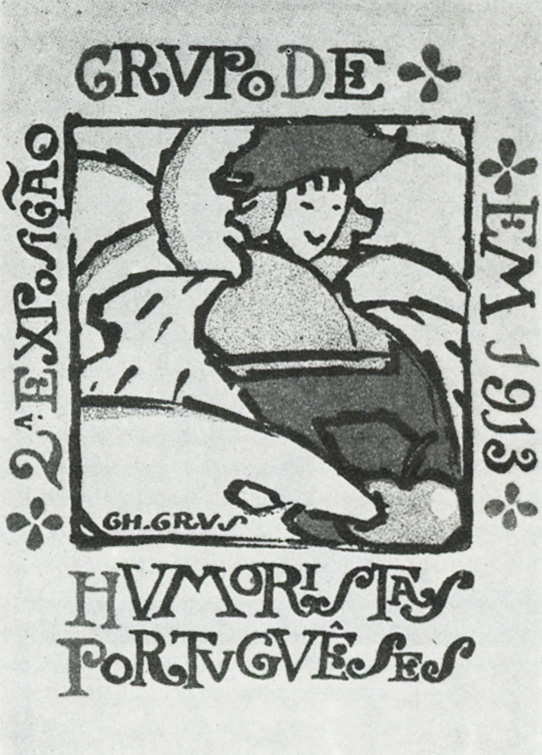
Cristiano Cruz, capa do catálogo da II Exposição dos Humoristas, 1913

- 1912 – I Exposição dos Humoristas (ou I Salão dos Humoristas Portugueses: primeira exposição de caricaturas), Grémio Literário de Lisboa.
- 1913 – II Exposição dos Humoristas, (ou II Exposição do Grupo de Humoristas Portugueses), Grémio Literário, Lisboa.
- 1915 – I Exposição de Humoristas e Modernistas, Salão dos Jardins Passos Manuel, Porto.
- 1916 – Exposição dos Fantasistas, Palácio da Bolsa, Porto | II Exposição dos Modernistas, Porto.
- 1919 – III Exposição dos Modernistas, Porto.
- 1920 – III Exposição dos Humoristas, Teatro Nacional de S. Carlos, Lisboa.
- 1924 – IV Exposição dos Humoristas, Lisboa.
- 1926 – IV Exposição dos Modernistas, Porto.

No quarto e último número da revista A Sátira, dirigida por Joaquim Guerreiro (1886-1941) e Stuart Carvalhais, lançava-se em 1911 a ideia da fundação da Sociedade dos Humoristas Portugueses. A primeira grande iniciativa dessa sociedade, presidida por Manuel Gustavo Bordalo Pinheiro (filho de Rafael Bordalo Pinheiro), foi a organização, no ano imediato, da I Exposição dos Humoristas (ou I Salão dos Humoristas Portugueses: primeira exposição de caricaturas) .
Inaugurada a 9 de Maio no Grémio Literário de Lisboa com a presença do presidente da República Manuel de Arriaga – que adquiriu uma obra de cada artista –, a  exposição teve ampla cobertura na imprensa e foi uma das primeiras manifestações do ainda embrionário modernismo artístico em Portugal, marcando a transição entre a velha e a nova caricatura, entre o cunho de decadência ou o pessimismo herdados do século XIX e o desejo de renovação .
O catálogo registou um total de 333 obras de 28 expositores, entre os quais autores consagrados como Rafael Bordalo Pinheiro ou Celso Hermínio (evocados e homenageados na zona inicial da exposição), a par dos mais novos, que anunciavam uma mudança de mentalidades: Cristiano Cruz, Emmerico Nunes,  Almada Negreiros, Jorge Barradas, Stuart Carvalhais e Canto da Maia .
Em 1913 foi realizada a II Exposição dos Humoristas, (ou II Exposição do Grupo de Humoristas Portugueses), também no Grémio Literário e com características em tudo semelhantes às do primeiro evento, embora com menor sucesso. A exposição não foi visitada pelo Presidente da República e a cobertura na imprensa foi mais restrita. O catálogo, com capa de Cristiano Cruz e prefácio de André Brun, incluía 329 obras de 29 artistas, velhos e novos (entre os quais, uma vez mais, Cristiano Cruz, Emmerico Nunes, Almada Negreiros, Jorge Barradas, Canto da Maia, a que desta vez se juntaram António Soares e Mily Possoz) .  
Entre 3 e 25 de Maio de 1915 realizou-se, no Salão do Jardim Passos Manuel, Porto, a I Exposição de Humoristas e Modernistas – uma grande festa de arte e de mundanismo. Serões de arte, música e conferências complementavam o programa. Em entrevista da época, Nuno Simões (futuro ministro da 1ª República), explicitava o grande objetivo da exposição: "reunir vários trabalhos de modernistas para que o grande público pudesse conhecer e interessar-se por esta delicada arte moderna". Entre os expositores é de assinalar a presença de Almada Negreiros, Jorge Barradas, Cristiano Cruz, Armando Basto, António Soares, Abel Salazar e António de Azevedo (autor do cartaz do salão). Em Janeiro do ano seguinte realizou-se a exposição do grupo dos Fantasistas dinamizado por Leal da Câmara, com menor presença de autores modernistas, reduzidos a Armando Basto e Diogo de Macedo. Nos salões posteriores, II Exposição dos Modernistas, Maio de 1916, e III Exposição dos Modernistas, 1919, destacar-se-iam sobretudo António Soares (em 1916) e Eduardo Viana (em 1919)  .

## Ligações Externas
- I Exposição dos Humoristas, 1912 – Hemeroteca Digital, sítio da Hemeroteca Municipal de Lisboa (HML). Página consultada em 21-08-2012
- Catálogo da I Exposição dos Humoristas, 1912 – Hemeroteca Digital, sítio da Hemeroteca Municipal de Lisboa (HML). Página consultada em 21-08-2012